# Okandjire
Okandjire ist die einzige Siedlung im Wahlkreis Omatako in der Region Otjozondjupa in Namibia. Der Ort liegt an der Kreuzung dreier Nebenstraßen, der D2102, D2172 und D2188, etwa 40 Kilometer östlich von Okahandja und des Von-Bach-Damms.
Okandjira ist historisch durch den dort am 4. März 1904 ausgebrochenen Kampf zwischen den Herero und der Schutztruppe für Deutsch-Südwestafrika  (Gefecht von Okandjire) bekannt.
Die Siedlung verfügt über eine Polizeistation der namibischen Polizei und eine kombinierte Schule.